# Donald (Oregon)
Donald – miasto w Stanach Zjednoczonych, w stanie Oregon, w hrabstwie Marion.